# Empoasca niaraca
Empoasca niaraca är en insektsart som beskrevs av Ghauri 1979. Empoasca niaraca ingår i släktet Empoasca och familjen dvärgstritar.
Artens utbredningsområde är Nigeria. Inga underarter finns listade i Catalogue of Life.